# Estádio do Dragão

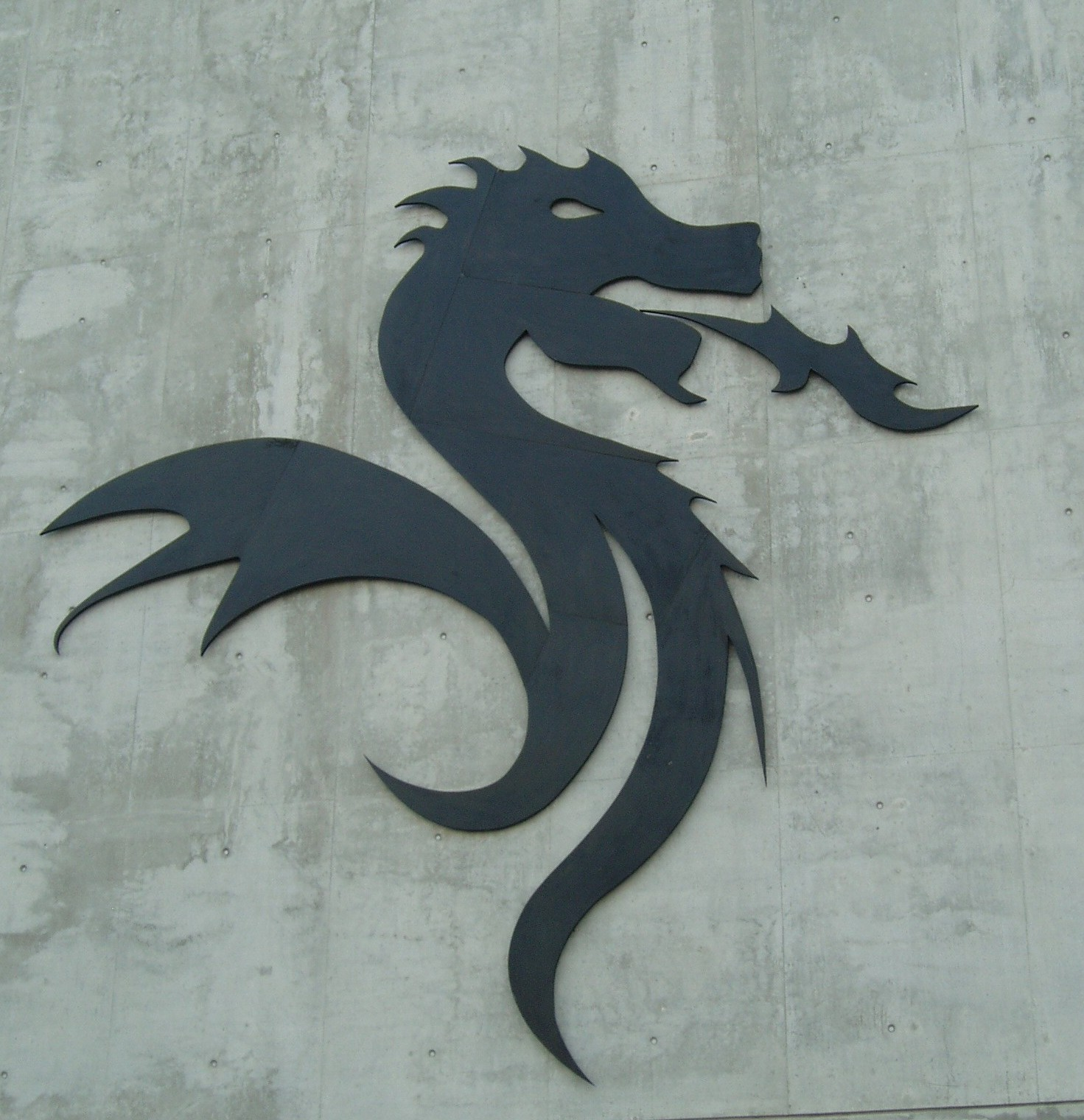
Logo-ul stadionului

Estádio do Dragão (română Stadionul Dragonului) este un stadion de fotbal din Porto, Portugalia. Pe acest stadion evoluează echipa FC Porto din anul 2003. Capacitatea arenei este de 50.399 locuri, toate pe scaune. Stadionul a fost gazdă la UEFA Euro 2004.

## Echipa națională de fotbal a Portugaliei
Stadionul a găzduit următoarele meciuri ale naționalei Portugaliei:
| #  | Data              | Scor | Oponent         | Competiție                   |
| -- | ----------------- | ---- | --------------- | ---------------------------- |
| 1. | 12 iunie 2004     | 1–2  | Grecia          | Euro 2004 Grupa Stage        |
| 2. | 12 octombrie 2005 | 3–0  | Letonia         | 2006 World Cup qualification |
| 3. | 21 noiembrie 2007 | 0–0  | Finlanda        | Euro 2008 qualifying         |
| 4. | 28 martie 2009    | 0–0  | Suedia          | 2010 World Cup qualification |
| 5. | 8 octombrie 2010  | 3–1  | Danemarca       | Euro 2012 qualifying         |
| 6. | 7 octombrie 2011  | 5–3  | Islanda         | Preliminariile Euro 2012     |
| 7. | 16 octombrie 2012 | 1-1  | Irlanda de Nord | 2014 World Cup qualification |

## Evenimente majore

### Meciuri la Euro 2004
Construit pentru a fi una din stadioanele turneului UEFA Euro 2004, Estádio do Dragão a găzduit meciul inaugural al competiției dintre Portugalia și viitoarea câștigătoare, Grecia, plus alte trei meciuri din faza grupelor, un sfert de finală, și o semifinală.
| Data          |            | Rezultat  |               | Runda              |
| ------------- | ---------- | --------- | ------------- | ------------------ |
| 12 iunie 2004 | Portugalia | 1–2       | Grecia        | Grupa A            |
| 15 iunie 2004 | Germania   | 1–1       | Țările de Jos | Grupa D            |
| 18 iunie 2004 | Italia     | 1–1       | Suedia        | Grupa C            |
| 27 iunie 2004 | Cehia      | 3–0       | Danemarca     | Sferturi de finală |
| 1 iulie 2004  | Grecia     | 1–0 (aet) | Cehia         | Semifinale         |

### Concerte

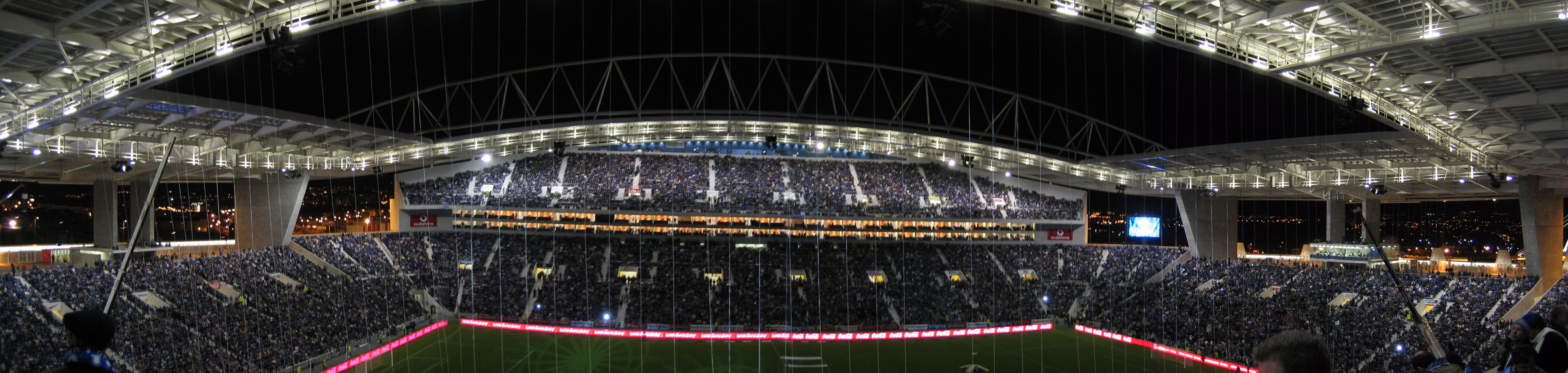
Estádio do Dragão

| Data           | Artistul/Trupa     |
| -------------- | ------------------ |
| 18 iulie 2004  | Deep Purple        |
| 12 august 2006 | The Rolling Stones |
| 18 mai 2012    | Coldplay           |
| 10 iunie 2013  | Muse               |
| 13 iulie 2014  | One Direction      |